# Açude Lima Campos
Açude Lima Campos är en reservoar i Brasilien.   Den ligger i delstaten Ceará, i den östra delen av landet, 1 400 kilometer nordost om huvudstaden Brasília. Açude Lima Campos ligger 177 meter över havet. Arean är 7,0 kvadratkilometer. Den sträcker sig 3,7 kilometer i nord-sydlig riktning, och 4,9 kilometer i öst-västlig riktning.
Omgivningarna runt Açude Lima Campos är huvudsakligen savann. Runt Açude Lima Campos är det ganska glesbefolkat, med 36 invånare per kvadratkilometer.